# Ялга (Мордовия)
Ялга́ — рабочий посёлок в Мордовии в составе России.
Входит в городской округ Саранск. Подчинён администрации Октябрьского района Саранска.

## Этимология
Название поселение происходит от одноименного ручья — Ялга. В свою очередь гидроним имеет тюркское происхождение, так на тат. ялга и баш. йалга — «река, речка, ручей». В последнее время название Ялга жители ассоциируют с мордовским словом ялга (друг, товарищ, единомышленник).

## География
Расположен в 7-8 км к юго-западу от центра Саранска, на левобережье реки Инсар. На севере примыкает к рабочему посёлку Николаевка.
Через посёлок проходит автомобильная дорога Саранск — Рузаевка. На западной окраине посёлка находится железнодорожная станция Ялга.

## История
Ялга основана в конце XIX века во время строительства Московско-Казанской железной дороги.
Статус посёлка городского типа (рабочего посёлка) — с 1984 года.

## Население
| 1989  | 2002  | 2009  | 2010  | 2012  | 2013  | 2014  |
| ----- | ----- | ----- | ----- | ----- | ----- | ----- |
| 3766  | ↗5088 | ↗5330 | ↗5672 | ↗6356 | ↗6759 | ↗7165 |
| 2015  | 2016  | 2017  | 2020  | 2021  |       |       |
| ↗7532 | ↗7735 | ↗7926 | ↘7828 | ↘6442 |       |       |

## Предприятия и организации
- ООО «Мордовэкспоцентр» (организация и проведение выставок и ярмарок)
- ООО «Мордовия-Холод»
- ООО «Саранск-Рыба»
- ФГУ ГЦАС «Мордовский»
- Институт переподготовки кадров агробизнеса
- ОАО «Саранский комбинат макаронных изделий»
- Компания «САН Инбев» (производство пива)
- ОАО «Орбита» (электронные приборы)
- ОАО «Медоборудование»
- ООО «Лисма-Пак» (производство упаковок из картона)
- ОПХ «Ялга» (сельскохозяйственное предприятие)
- Пищекомбинат ГУП РМ «Развитие села»
- Аграрный институт Мордовского государственного университета имени Н. П. Огарева
- Институт механики и энергетики Мордовского государственного университета имени Н. П. Огарева
- Станция защиты растений
- Ялгинская детская школа-интернат
- Ялгинский лицей
- Детская школа искусств № 7
- Поликлиника № 10
- Дом культуры
- ОАО Сбербанк России
- ООО Рефлакс-С